# Broelemannia bilselii
Broelemannia bilselii är en mångfotingart som beskrevs av Karl Wilhelm Verhoeff 1940. Broelemannia bilselii ingår i släktet Broelemannia och familjen Schizopetalidae. Inga underarter finns listade i Catalogue of Life.